# Treppendorf (Lübben (Spreewald))

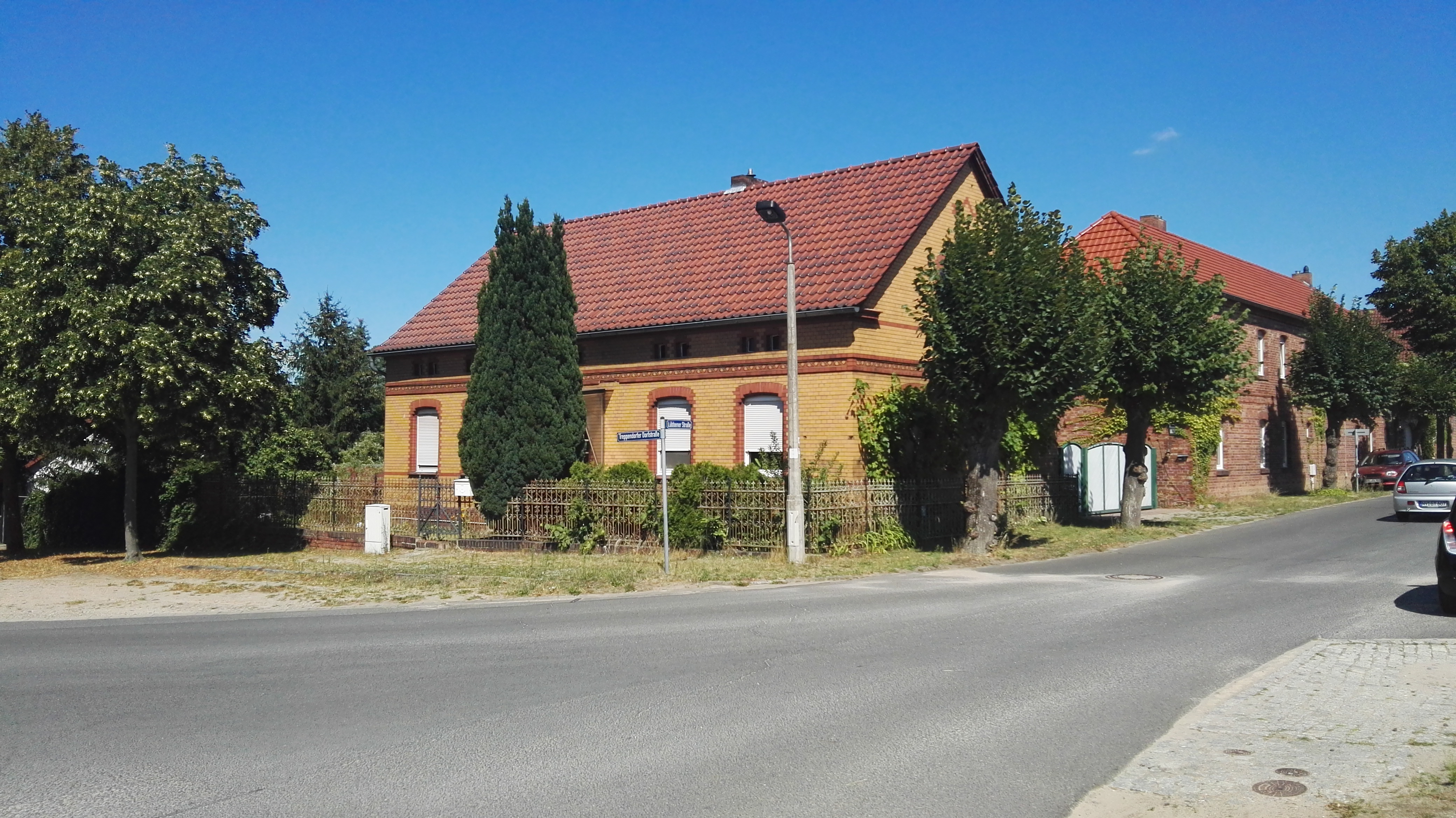
Bauernhof in Treppendorf

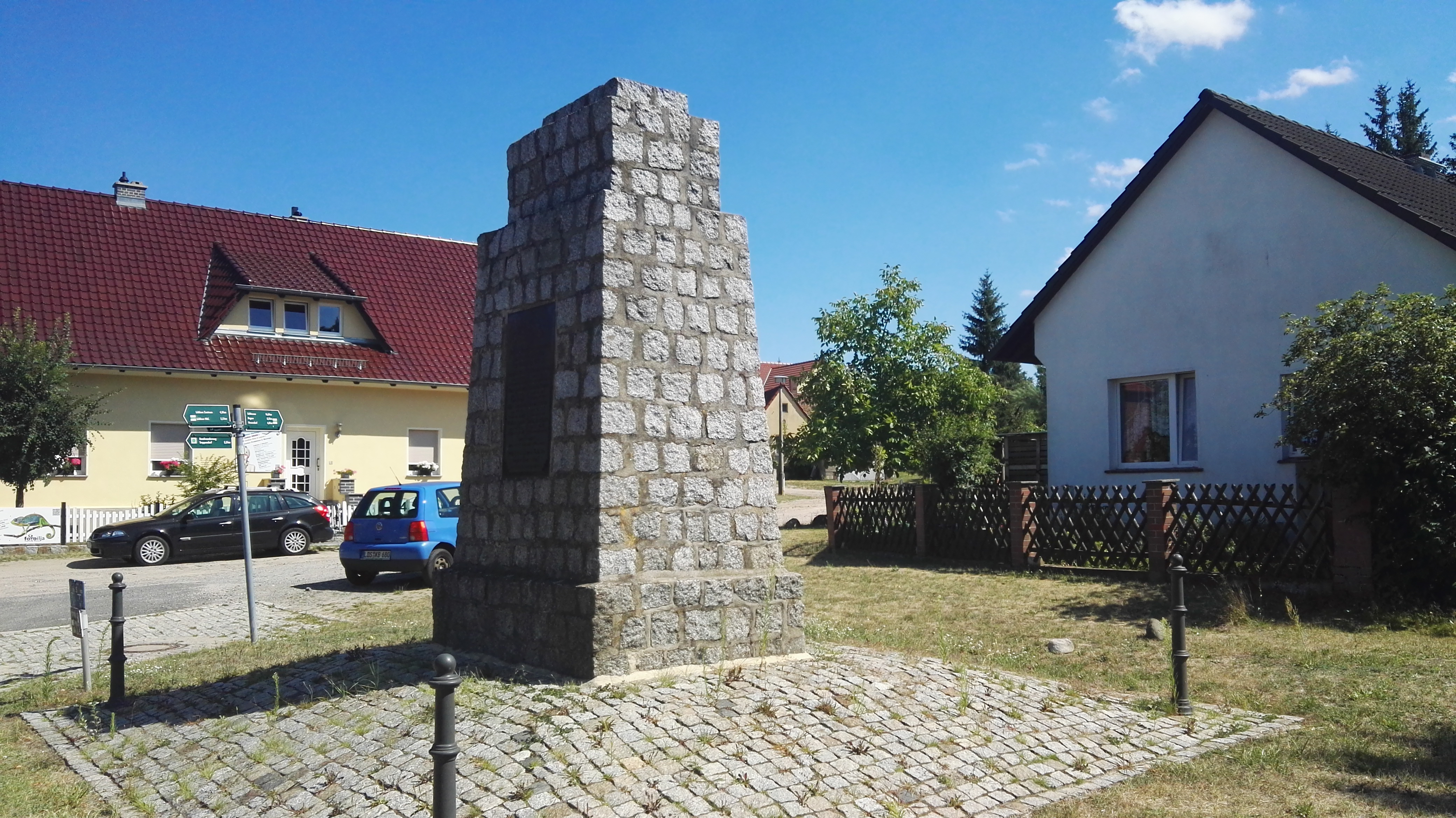
Kriegerdenkmal

Treppendorf, niedersorbisch Rańchow, ist ein Ortsteil der Stadt Lübben (Spreewald) im Landkreis Dahme-Spreewald in Brandenburg.

## Lage
Treppendorf liegt in der Niederlausitz an der Grenze zum Spreewald und unmittelbar westlich der Stadt Lübben (Spreewald). Angrenzende Ortschaften sind Lubolz im Norden (bzw. die Gemarkung von Klein Lubolz), die Stadt Lübben (Spreewald) im Osten, ursprünglich auch Steinkirchen (Gemarkung nun mit der Lübbener Gemarkung vereinigt), Neuendorf im Süden, der Luckauer Ortsteil Duben und dessen Gemeindeteil Kaden im Südwesten sowie der zur Gemeinde Bersteland gehörende Ortsteil Niewitz im Westen. Durch neuere Baugebiete ist Treppendorf mit Lübben (Spreewald) zusammengewachsen. Die Gemarkungsgrenze zwischen Treppendorf und Lübben (Spreewald) verläuft unmittelbar um den nördlichen Ortskern von Treppendorf herum.
Nördlich von Treppendorf verläuft die Bundesstraße 115 von Lübben nach Jüterbog. Durch den Ort fließt die Berste. Treppendorf zählt zum amtlichen Siedlungsgebiet der Sorben/Wenden. Zu Treppendorf gehörte auch der abgegangene Wohnplatz Lichterfelden westlich des Ortskerns.

## Geschichte
Treppendorf wurde erstmals im Jahr 1419 als „Trependorff“ urkundlich erwähnt. Der Ortsname leitet sich von dem slawischen Personennamen „Treba“ ab. Bei dem Ortsnamen handelt es sich also um einen slawisch-deutschen Mischnamen. Rudolf Lehmann vermutet eine Sackgasse als ursprüngliche Dorfstruktur. Durch die spätere Teilung des Ortes unter der Herrschaft von zwei verschiedenen Institutionen ist die ursprüngliche Struktur aber nicht mehr erkennbar. Bereits im Urmesstischblatt von 1846 sind zwei Siedlungsschwerpunkte zu erkennen, der Bereich Treppendorfer Dorfstraße 35/5 bis 27/12A südlich der Berste, und der Bereich Treppendorfer Dorfstraße 17/26F bis 23/24.

### Besitzgeschichte
Rudolf Lehmann vermutet, dass Treppendorf ursprünglich zur Burggrafschaft Lübben gehörte, dann zur Landvogtei. Diese Vermutung ergibt sich aus der Nähe von Treppendorf zu Lübben (Spreewald) und seiner früheren Burg (bzw. heute Schloss), ist aber nicht durch Urkunden belegt. In der 1. Hälfte des 15. Jahrhunderts soll es dann an die Lübbener Familie Hake vergeben worden sein. Auch dies ist so nicht ganz korrekt, denn es sind noch eine Reihe anderer Vorbesitzer vor den Hake bekannt. Götz von Houwald nahm eine Richtigstellung der Geschichte von Treppendorf vor.
1419 erlaubte Landvogt Hans von Polenz der Soffe Suskynne (Sofia Suskin) eine (Wind-)Mühle vor dem Dorf Treppendorf zu errichten. Die Urkunde gibt keinen Aufschluss darüber, ob Sofia Suskin die damalige (Teil-)Besitzerin von Treppendorf war. Da sie für die Errichtung der Mühle aber nicht nur die Erlaubnis des Landvogts, sondern auch den dazu nötigen Grund und Boden brauchte, ist es wahrscheinlich, dass ihr damals wenigstens ein Teil von Treppendorf gehörte.
Am 22. August 1434 belehnte der Landvogt Hans von Polenz den Jan von Buxdorf und seine Brüder zu Zinnitz mit einem jährlichen Zins von neun Malter Getreide in Form von Korn und Hafer in Treppendorf, die sie von Nickel von Zieckau (Czikow) in Lübben gekauft hatten.
Am 5. Dezember 1441 belehnte Landvogt Nickel von Polenz den Heinrich Crakow zu Lübben mit den von Hans von Buxdorf auf Stotuff (Stoßdorf) aufgelassenen Freihof in Lübben und den von Jan von Buxdorf, zu Bornsdorf gesessen, und seinen Brüdern aufgelassenen Getreideeinkünften in Höhe von neun Maltern Korn und Hafer in Treppendorf. Am 9. Dezember 1441 verlieh Nickel von Polenz den Freihof in Lübben und die neun Malter Getreidezinsen an Barbara, Ehefrau des Heinrich Krakow als Leibgedinge.
Am 27. April 1442 belehnte Landvogt Nickel von Polenz den Michael Hake, Bürger in Luckau mit den von Heinrich Krakow und seiner Frau Barbara erkauften Getreideeinkünften in Höhe von neun Malter Korn und Hafer in Treppendorf. Am 28. Februar 1444 wurde Michael Hake vom Landvogt Nickel von Polenz außerdem mit den von Simon Jode, Pfarrer in Bautzen erkauften jährlichen Renten in Treppendorf in Höhe sechs Schock Geldes an Geld und Getreide belehnt.
Am 5. September 1453 verlieh Landvogt Otto von Schlieben in Vollmacht des brandenburgischen Markgrafen Friedrich II. (als derzeitigen Verweser der Markgrafschaft Lausitz) an Peter Hake zu Luckau die Lehen seines verstorbenen Vaters Michael Hake. Im Einzelnen waren das in Treppendorf sechs Schock Geldes an jährlicher Rente und Zinsen in Form von Geld und Getreide, weiter neun Malter Korn und Hafer sowie in Groß Beuchow zwei Schock Geldes, ein halb Schock Geld jährlicher Zins aus dem Krug in Tornow und zehn Schock Geldes im Dorf Tornow selber. Houwald nimmt an, dass dem Peter Hake mit dieser Erwerbung „nahezu ganz Treppendorf“ zinste. Ob dies tatsächlich der Realität entsprach, oder ob Peter Hake noch andere Erwerbungen tätigte, um weitere Anteile von Treppendorf in seinen Besitz zu bekommen, sei dahingestellt. Beispielsweise übereignete 1570 der Rat der Stadt Lübben dem Hospital einen weiteren Bauern in Treppendorf, d. h. dass es zumindest noch ein weiteres Lehnstück in Treppendorf. Der halbe Zins der Windmühle dürfte nach dem Tod der Sofia Suskin an das Hospital in Lübben gefallen sein; die andere Hälfte des Zinses besaß das Hospital bereits.

### Der Anteil der Stadt Lübben bzw. des Hospitals in Lübben
Der städtische Anteil von Treppendorf wird in der Literatur auch als Ratsanteil bezeichnet. Es handelt sich um den südlichen Teil des Dorfes.
Wie bereits erwähnt, erlaubte 1419 Landvogt Hans von Polenz der Soffe Suskynne (Sofia Suskin) eine Mühle vor dem Dorf Treppendorf zu errichten. Der Zins aus der Mühle sollte zur Hälfte der Suskynne und zur anderen Hälfte an das Heilig-Geist-Hospital in Lübben gehen. Nach ihrem Tod sollte auch ihre Hälfte an das Hospital fallen. Bei dieser Mühle handelt es sich um die Windmühle, die später auch als Alte Mühle bezeichnet wurde.
Peter Hake, der vermutlich einen größeren Teil von Treppendorf in seinen Besitz gebracht hatte, vermachte am 10. August 1479 eine Hälfte seines Besitzes von Treppendorf an die Marienkapelle auf dem Frauenberg bei Lübben, die andere Hälfte an das städtische Heilig-Geist-Hospital in Lübben. Am 6. Mai 1570 übereignete der Rat der Stadt Lübben dem Hospital einen weiteren Bauern in Treppendorf. Damals war geplant, auf der Feldmark von Treppendorf ein Vorwerk aufzubauen, zu dem dieser Bauer zwei Tage die Woche zu dienen hätte. Das Vorwerk wurde aber anscheinend nicht realisiert. 1708 gehörten zum städtischen Anteil vier Bauern, vier Kossäten und ein Büdner. 1795 gehörten zum städtischen Anteil sechs Freibauern, sechs Freikossäten und vier Freibüdner.
Zum Ratsanteil von Treppendorf gehörten 1864 auch die zwei Windmühlen. Die Trennung in einen Amtsanteil und einen Ratsanteil endete 1872/74 mit der Auflösung des Amtes Lübben und der Übertragung der hoheitlichen Aufgaben an den Kreis und die Gemeinde. 1874 übernahmen die Amtsbezirke die Polizeigewalt. Treppendorf wurde dem Amtsbezirk Steinkirchen zugeordnet.

### Der Amtsanteil
Am 10. August 1479 vermachte Peter Hake, dem der größere Teil Treppendorf gehörte, die andere Hälfte von Treppendorf der Marienkapelle auf dem Frauenberg bei Lübben; gemeint sind natürlich die Einnahmen aus Treppendorf, die zum Unterhalt der Marienkapelle dienen sollten. Diese Schenkung wurde von König Matthias bestätigt. Mit der 1497 erfolgten Gründung des Wilhelmiterklosters auf dem Frauenberg bei Lübben, das die Rechtsnachfolge der Marienkapelle auf dem Frauenberg bei Lübben antrat, kam nun halb Treppendorf in den Besitz des Wilhelmiterklosters. Das Wilhelmiterkloster auf dem Frauenberg löste sich aber bereits in den 1530er Jahren auf, der Klosterbesitz fiel an den böhmischen König (und späteren römisch-deutschen König und Kaiser) Ferdinand I. als Landesherrn heim.
In Namen des böhmischen Königs Ferdinand I. verlieh der damalige Landvogt der Niederlausitz Albrecht Graf Schlick am 11. November 1543 den ehemaligen Klosterbesitz der Wilhelmiter, darunter auch halb Treppendorf, an Jhan von Welenn (Johann von Wehlen) zu einem freien, erblichen Ritter- oder Lehngut. Johann von Wehlen war schon Kanzler unter dem Niederlausitzer Landvogt Heinrich Tunkel von Bernitzko (1509–1539) gewesen. Er hatte 1536 Stoßdorf erworben. In Lübben besaß er ein Freihaus mit Hof und Garten an der Stadtmauer. Später erwarb er noch eine Wiese vor dem Spreetor und ein unbebautes Grundstück vor dem Luckauer Tor hinzu, auf dem er einen Weinberg anlegte. 1554 verglichen sich Johann von Wehlen und der Rat der Stadt Lübben auf der einen Seite und Eustachius von Schlieben auf der anderen Seite wegen der Abgrenzung der Hütungsrechte der Gemeinden Treppendorf und Kaden. Johann von Wehlen hatte vermutlich sechs Kinder, vier Söhne (Christoph, Albrecht, Hans und Georg) und zwei Töchter (Anna und NN.). Er starb 1559/60, da seine Söhne am 26. März 1560 mit den väterlichen Gütern belehnt wurden. Hans und Georg scheinen früh verstorben zu sein, denn zur Wiederbelehnung am 4. August 1578 nach dem Wechsel in manu dominante (Tod Maximilian II.) erschienen nur noch Christoph und Albrecht von Wehlen. Am selben Tag erhielten sie auch die Belehnung mit einem Freihaus in Lübben, das vorher der Familie von Zschertwitz und danach Hans von Wildau gehört hatte. In der späteren brüderlichen Teilung erhielt Albrecht von Wehlen das Freihaus in Lübben mit Hofstatt und Garten, eine Wiese hinter der Schlossmühle, einen Bauern in Egsdorf, den neuen Weinberg vor der Stadt, die Wiese vor dem Spreetor und einen Garten.
Christoph von Wehlen hatte Frauenberg und das dortige Vorwerk, das Dorf Neuendorf, halb Treppendorf und das Vorwerk Baal, nördlich von Neuendorf gelegen, erhalten. 1583 kaufte er noch zehn Äcker, gelegen vor dem Luckauer Tor und die an seine Vorwerksäcker grenzten, von Thimo von Plauen hinzu. 1574 und 1576 war er Schlosshauptmann in Lübben. Mit seiner namentlich nicht bekannten, schon 1588 verstorbenen Frau hatte er vier Kinder, Hans, Hans Heinrich, Hans Albrecht und Anna. Christoph von Wehlen starb zwischen 1594 und 1599, denn am 26. März 1599 empfingen Hans und Hans Heinrich sowie der noch minderjährige Hans Albrecht den Lehnbrief für die vom Vater ererbten Güter. In der brüderlichen Teilung hatte offenbar Hans von Wehlen das Lehen übernommen und musste nun seine Brüder ausbezahlen. Er geriet dabei in große Geldschwierigkeiten und musste 1626 das halbe Dorf Treppendorf mit dem neu angelegten Vorwerk an den kursächsischen Pronotarius und Bürgermeister von Lübben Josias Neander verkaufen. Treppendorf wurde nun vom Gut Frauenberg getrennt.
Josias Neander wurde am 10. Oktober 1627 mit halb Treppendorf belehnt. Er war nachweislich noch 1638 im Besitz des halben Dorfes, vermutlich aber noch deutlich länger. Am 11. Oktober 1652 erhielt der Sohn des Josias Neander, Magister Josias Christoph Neander die Belehnung zur Gesamten Hand und leistete den Lehnseid über halb Treppendorf. Wer der eigentlich Belehnte war, ließ sich nicht ermitteln. Am 20. August 1658 leistete er den gewöhnlichen Lehnseid, d. h. er muss in der Zwischenzeit als ursprünglich nur Mitbelehnter in den Besitz des Lehens gekommen sein. Auch von 1660 liegt noch ein Lehnsbrief für Magister Josias Christoph Neander nun in Küstrin angesessen vor. In der Folgezeit muss halb Treppendorf verkauft worden sein, denn am 28. Februar 1667 legte der fürstlich-sächsisch-merseburgische Oberamtsrat Gregorius Crusius den Lehnseid für halb Treppendorf ab. Am 6. Mai 1677 wird er als Konsistorialrat bezeichnet; er besaß auch den Ort Gehren (Gemeinde Heideblick). Um 1676 hat er halb Treppendorf und auch einen Zins aus der Wietuschmühle in Gehren an die fürstlich-sächsisch-merseburgische Rentkammer verkauft, die beide Lehnstücke in die Verwaltung des Amtes Lübben überwies. 1708 gehörten drei Bauern, sechs Kossäten und zwei Büdner aus Treppendorf bzw. deren Dienste und Abgaben zum Amt Lübben. 1791 gehörten zum Amtsanteil vier Bauern, sechs Kossäten und sieben Büdner. Später wurden nur noch Gesamtangaben von beiden Herrschaftsanteilen gemacht.

### Kommunale Geschichte
1809 waren neun Ganzbauern, elf Ganzkossäten, fünf Halbkossäten und neun Häusler oder Büdner in Treppendorf ansässig. Schon 1786 (Berghaus schreibt 1719!) wurde eine erste Schule errichtet, die 1817 erweitert wurde. 1788 wurde in Treppendorf ein neuer Friedhof am Weg, der südlich der Berste nach Lübben führte, angelegt. Die Treppendorfer mussten zuvor ihre Toten auf dem Friedhof der Wendischen Kirche in Lübben begraben.
Für 1815 ist an Bevölkerung von Treppendorf überliefert: der Richter, zwei Schöffen, zehn Bauern, sieben Kossäten und vier Büdner. 1818 zählte man im Ort 37 Feuerstellen (Wohnhäuser) und 239 Einwohner, 1825 waren es immer noch 37 Häuser, aber nun 240 Einwohner. 1832 wurden die Lassgüter der Bauern und Kossäten in freies Eigentum umgewandelt. 1836 war die Zahl der Wohngebäude auf 40 angewachsen. 1840 wurden dann schon 44 Wohngebäude und 254 Einwohner gemeldet. Die Gemarkung maß 1852 nach Berghaus 2907 Morgen 97 Quadratruten. Riehl und Scheu vermerken für 1861 allerdings nur (noch?) 40 Wohnhäuser; die Einwohnerzahl war aber auf 274 Einwohner angewachsen. 1864 sollen im Dorf 42 Wohngebäude gestanden haben, in denen 297 Personen wohnten.

### Einwohnerzahlen

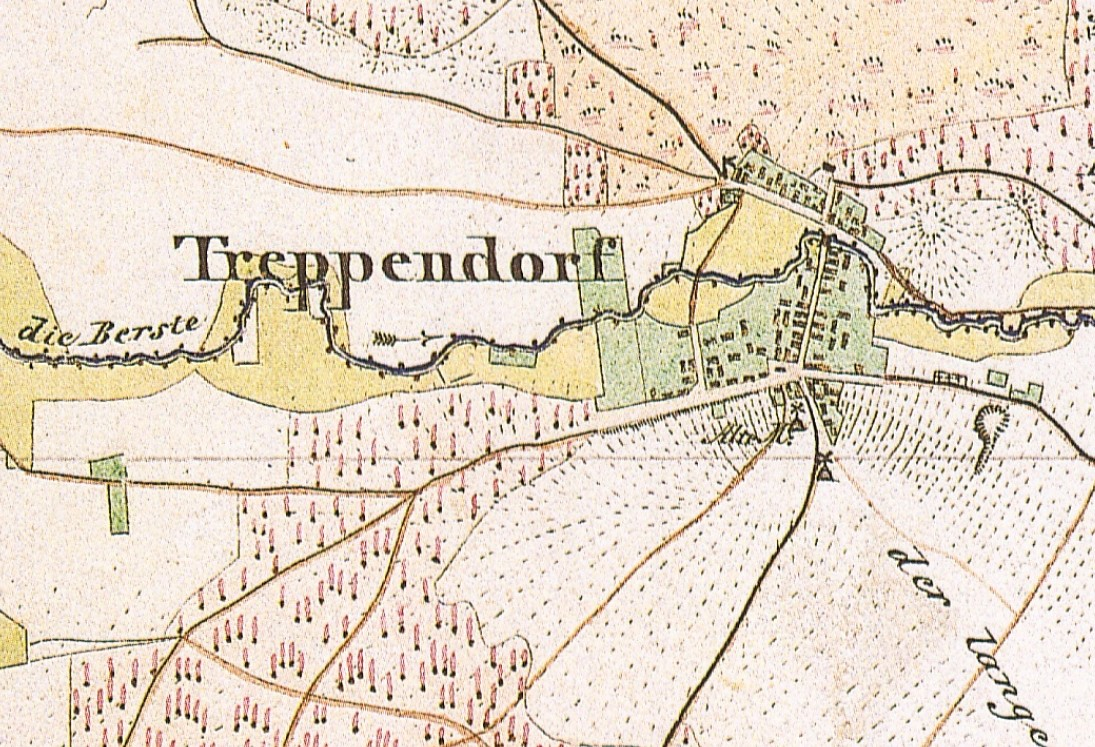
Treppendorf auf dem Urmesstischblatt 4049 Lübben von 1846, mit der Alten Mühle und der neueren Windmühle

| Jahr      | 1818 | 1825 | 1836 | 1846 | 1864 | 1871 | 1890 | 1900 | 1910 | 1925 | 1939 | 1946 | 1950 | 1964 | 1971 |
| Einwohner | 239  | 240  | 263  | 280  | 297  | 281  | 293  | 283  | 297  | 326  | 395  | 580  | 563  | 426  | 461  |

## Mühlengeschichte
Treppendorf besaß in der Vergangenheit drei Mühlen; zwei Windmühlen und eine Ölmühle. Die zwei Windmühlen sind bereits im Schmettauschen Kartenwerk von 1768/87 und auch in der Topographisch-militärischen Karte von Sachsen von 1812 verzeichnet. In diesen zwei Kartenwerken lassen sie sich aber nicht genau lokalisieren. Im Urmesstischblatt 4049 Lübben (Spreewald) von 1846 sind zwei Windmühlen dagegen recht genau eingezeichnet. Sie lagen südlich des Dorfes im zum Ratsanteil gehörenden Teil von Treppendorf. In der Topographischen Karte 1:25.000 Blatt 4049 Lübben von 1903 ist nur noch eine Windmühle eingezeichnet, dafür nun auch eine (Wasser-)Ölmühle an der Berste.

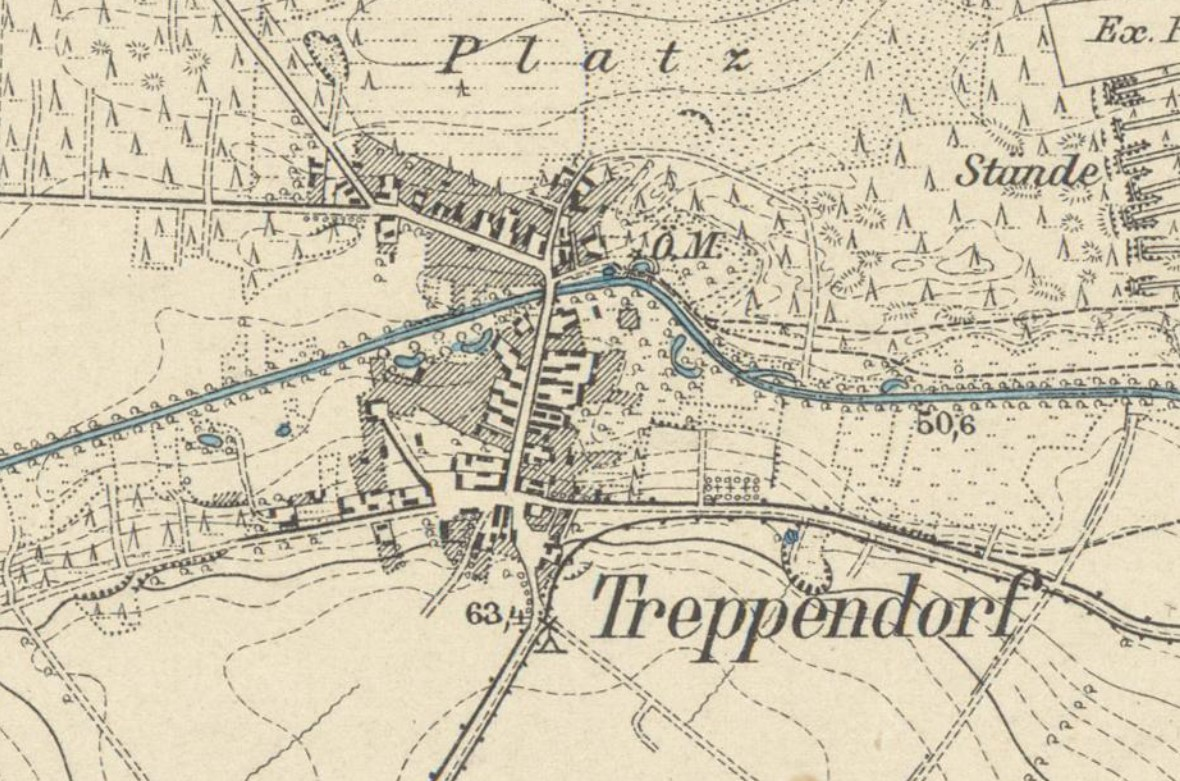
Treppendorf auf dem Messtischblatt 4049 Lübben von 1903 mit der neueren Windmühle und der Ölmühle an der Berste

### Die Alte Mühle
1419 erlaubte Landvogt Hans von Polenz der Soffe Suskynne (Sofia Suskin) eine Windmühle vor dem Dorf Treppendorf zu errichten. 1461 gehörte die Mühle dem Damis (Thomas) Korner/Körner, der sie von Matthis Schulten gekauft hatte. Dabei wird auch Peter Matk genannt, der alde molner. Doch schon am 11. Februar 1463 verkauften Thomas Körner und sein Schwager Matthis Thuluer die Mühle weiter an Mattis Molner aus Kaden um 12½ Schillinge. Molner bezahlte 5 Schillinge sofort, und die restlichen 7½ Schillinge sollte er innerhalb der nächsten drei Jahre bezahlen. Danach fehlen Nachrichten über die Mühle für sehr lange Zeit. 1764 gehörte die Windmühle dem Windmüller Hans Christoph Voigt. Im Urmesstischblatt 4049 Lübben (Spreewald) ist diese Windmühle als Alte Mühle bezeichnet, im Gegensatz zur anderen Windmühle (etwas weiter südlich gelegen). Die Alte Windmühle lag etwa auf dem heutigen Grundstück Treppendorfer Dorfstraße 72. Beide Windmühlen sind im Topographisch-statistischen Handbuch des Regierungs-Bezirks Frankfurt a. O. von 1867 erwähnt. Auf dem Messtischblatt 1:25.000 Bl.4049 Lübben (Spreewald) von 1903 fehlt sie dann. Sie muss also vor der Aufnahme dieses Kartenblattes (1901) abgerissen oder zerstört worden sein.

### Die neuere Windmühle
Die neuere Windmühle muss bereits in der zweiten Hälfte des 18. Jahrhunderts existiert haben, denn das Schmettausche Kartenwerk verzeichnet bereits zwei Windmühlen. Diese zweite Windmühle stand am südlichen Ende der Treppendorfer Dorfstraße in der Gabelung in zwei Feldwege. Sie ist noch im Messtischblatt 1:25.000 Bl.4049 Lübben (Spreewald) von 1938 vorhanden (Berichtigung 1928, mit einzelnen Nachträgen bis 1932). Wann genau sie abgerissen oder ihre Reste beseitigt wurden, ist nicht bekannt. Im Adress- und Einwohnerbuch des Spreewaldes von 1929/30 ist unter den Einwohnern von Treppendorf kein Müller mehr erwähnt.

### Die Ölmühle
Im Messtischblatt 1:25.000 Bl.4049 Lübben (Spreewald) von 1903 ist erstmals eine (Wasser-)Ölmühle an der Berste eingezeichnet. Im Topographisch-statistischen Handbuch des Regierungs-Bezirks Frankfurt a. O. von 1867 ist sie noch nicht erwähnt. Sie muss also zwischen 1864 und etwa 1900 gebaut worden sein. Im Messtischblatt 1:25.000 Bl.4049 Lübben (Spreewald) von 1938 (mit einzelnen Nachträgen bis 1932) sie dann schon nicht mehr vorhanden. Wann genau sie abgerissen oder ihre Reste beseitigt wurden, ist nicht bekannt.

## Kommunale Zugehörigkeit
Treppendorf liegt in der Niederlausitz, die im ausgehenden Mittelalter und frühen Neuzeit ein Teil der böhmischen Kronländer war. 1635 kamen Nieder- und Oberlausitz als Lehen an Kursachsen, behielten jedoch einen Sonderstatus innerhalb des Kurfürstentums Sachsen. 1657/63 kam die Niederlausitz an das neu geschaffene Sekundogeniturfürstentum Sachsen-Merseburg, das jedoch nach dem Tod des letzten sachsen-merseburgischen Herzog Heinrich an das Kurfürstentum Sachsen heim fiel. Nach den Vereinbarungen des Wiener Kongresses kam Treppendorf im Jahr 1815 an das Königreich Preußen. Dort lag der Ort im Landkreis Lübben im Regierungsbezirk Frankfurt. Am 25. Juli 1952 wurde die Gemeinde dem damals neu gegründeten Kreis Lübben im Bezirk Cottbus zugeordnet. Am 1. Januar 1974 erfolgte die Eingemeindung nach Lübben.
Nach der Wende lag Treppendorf zunächst im Landkreis Lübben in Brandenburg und wurde nach der brandenburgischen Kreisreform vom 6. Dezember 1993 dem neu gebildeten Landkreis Dahme-Spreewald zugeordnet. Nach der kommunalpolitischen Gliederung ist Treppendorf ein Ortsteil von Lübben (Spreewald). In Treppendorf wird für die Dauer der jeweiligen Wahlperiode ein Ortsvorsteher gewählt.

## Kirchliche Zugehörigkeit
Die Bewohner von Treppendorf waren 1818, 1840 und 1864 in die wendischen Kirche zu Lübben eingepfarrt. Treppendorf gehört heute zur Evangelische Paul-Gerhardt-Kirchengemeinde Lübben, Teil des Sprengels Lübben-Niewitz, im Kirchenkreis Evangelische Niederlausitz (EKBO), welche zur Evangelischen Kirche Berlin-Brandenburg-schlesische Oberlausitz gehört.

## Persönlichkeiten
- Erich Lehmann (1890–1917), deutscher Sprinter und Mittelstreckenläufer, in Treppendorf geboren
- Hans Thuar (1887–1945), Maler, in Treppendorf geboren

## Anmerkung
1. ↑  Nach Rudolf Lehmann soll diese Hälfte nach dem Eingehen des Wilhelmiterklosters an die Landvogtei gefallen sein; dies ist nach Urkundenlage nicht korrekt (vgl. auch die korrigierte Darstellung in Houwald).